# Roman Palester

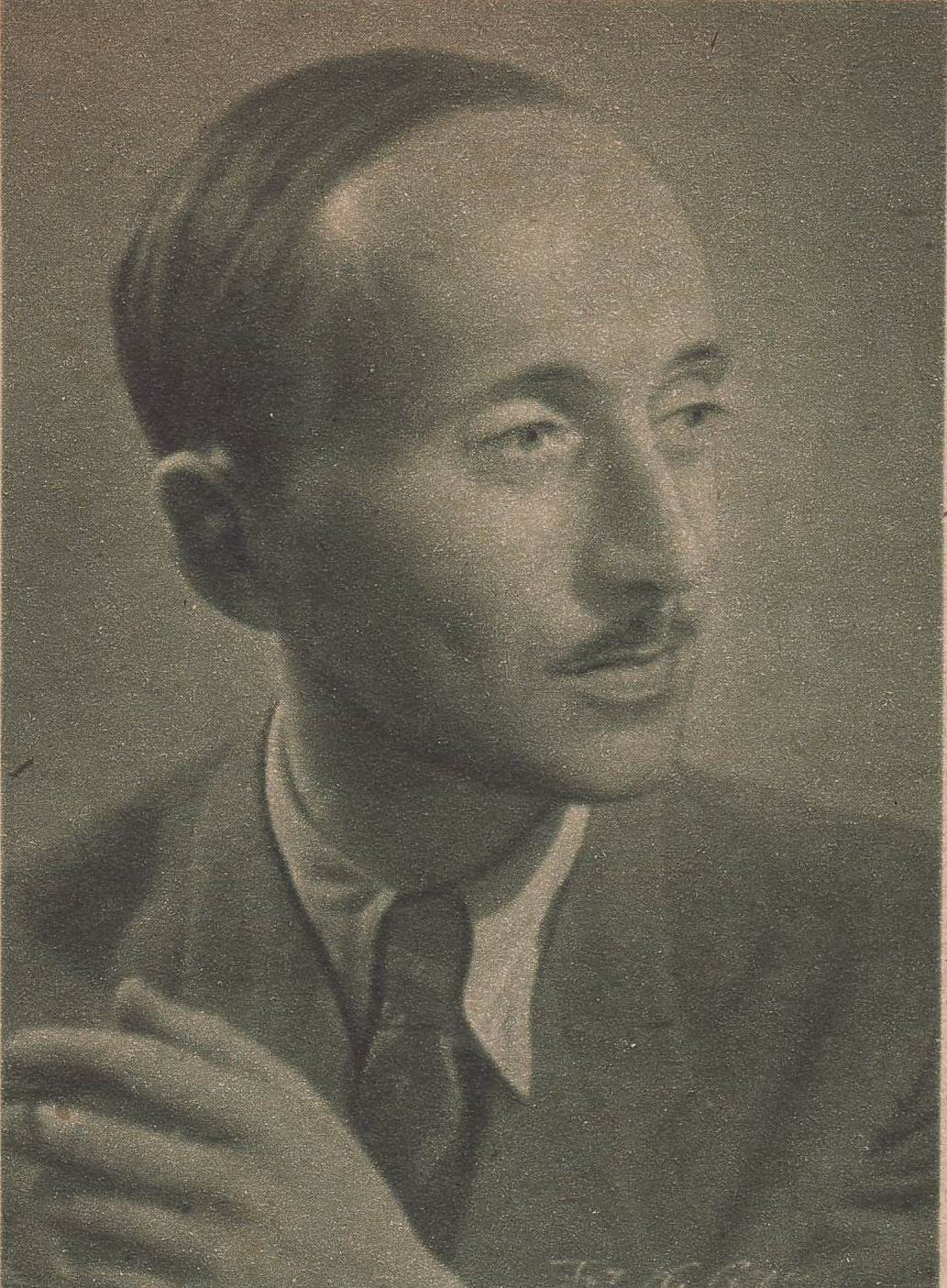
Roman Palester (1946)

Roman Palester (ur. 28 grudnia 1907 w Śniatynie, zm. 25 sierpnia 1989 w Paryżu) – polski kompozytor, od 1947 przebywający i tworzący na emigracji.

## Życiorys
Gry na fortepianie zaczął uczyć się w 1914 (w wieku lat 7). Od 1921 r. mieszkał we Lwowie, uczył się w VIII Gimnazjum im. Kazimierza Wielkiego. Należał do I Lwowskiej Drużyny Harcerskiej im. Tadeusza Kościuszki. Studiował w latach 1921–1925 w konserwatorium Polskiego Towarzystwa Muzycznego we Lwowie (w klasie fortepianu pod kierunkiem Marii Sołtys), a między 1928 a 1931 w Warszawie (kompozycja w klasie Kazimierza Sikorskiego). W międzyczasie studiował też historię sztuki na Uniwersytecie Warszawskim. 
Już jego wczesne utwory zdobywały nagrody: Muzyka symfoniczna (1930) – Festiwalu Międzynarodowego Towarzystwa Muzyki Współczesnej w Londynie, Wariacje na orkiestrę kameralną (1935) – I nagroda konkursu Towarzystwa Wydawniczego Muzyki Polskiej, balet Pieśń o ziemi (1937) – złoty medal na Wystawie światowej w Paryżu. Zaangażował się też w działalność w środowisku muzycznym – pełnił funkcje wiceprezesa Stowarzyszenia Kompozytorów Polskich (1937–1938) oraz był wiceprezesem Polskiego Towarzystwa Muzyki Współczesnej (od 1937).
Od wczesnych lat 30. XX wieku tworzył muzykę filmową, współpracując z tak wybitnymi twórcami polskiego kina jak Józef Lejtes czy Aleksander Ford. Jego muzyka towarzyszyła sztandarowym filmom o fundamentalnym znaczeniu społecznym tamtego czasu: Młody las (1934), Róża (1936), Ludzie Wisły (1938), Dziewczęta z Nowolipek (1936). Jest również kompozytorem jednego z największych przebojów polskiej piosenki, napisanego do filmu Zabawka (1933) – Baby, ach te baby ze słowami Jerzego Nela, a wykonywanego oryginalnie przez Eugeniusza Bodo. Jego stałym partnerem był Marian Neuteich (1906–1943), kompozytor i orkiestrator – współtwórca większości partytur filmowych Palestra, zamordowany przez Niemców.
Podczas II wojny światowej przebywał w Warszawie, m.in. przez 6 tygodni był więziony na Pawiaku (w 1940). Podobnie jak Witold Lutosławski utracił podczas Powstania warszawskiego większość partytur. W latach 1945–1947 był profesorem kompozycji w krakowskiej Państwowej Wyższej Szkole Muzycznej, od maja do sierpnia 1945 pełnił funkcję prorektora tej uczelni. Uważany był wówczas za jednego z najwybitniejszych ówczesnych kompozytorów polskich, co potwierdzały kolejne nagrody oraz liczne wykonania jego muzyki w Polsce i za granicą.
Również po zakończeniu działań wojennych komponował muzykę filmową, m.in. do najważniejszych polskich obrazów lat 40. – Ostatni etap, Ulica Graniczna, Zakazane piosenki. Z uwagi na nieprzejednaną postawę wobec socrealizmu usunięto jego nazwisko z czołówki filmu Miasto nieujarzmione (1950). Ostatnim filmem z jego muzyką, który mogli oglądać widzowie w okresie PRL-u, były Dwie godziny (premiera 1957) – mroczny obraz Stanisława Wohla i Jerzego Wyszomirskiego, podejmujący problem rozrachunków z czasem wojny, który cenzura przetrzymywała od roku 1946.
W 1947 Roman Palester przeniósł się do Paryża jeszcze bez zamiaru emigracji. Władze polskie natarczywie namawiały go do powrotu, on odmawiał m.in. udziału w Światowym Kongresie Intelektualistów w Obronie Pokoju we Wrocławiu (1948). Wrócił na Zjazd Kompozytorów i Krytyków Muzycznych w Łagowie Lubuskim (1949), gdzie działalność polskich kompozytorów podporządkowano socrealizmowi.
Określony jako „formalista”, Palester zdecydował się na stałą emigrację. W latach 1952–1972 mieszkał w Monachium i pracował jako kierownik działu kulturalnego polskiej sekcji Radia Wolna Europa. 
Po wyjeździe z Polski nazwisko i dorobek Palestra zostały usunięte z krajowych publikacji aż do roku 1977, gdy Związek Kompozytorów Polskich doprowadził do uchylenia zapisu cenzury. Kompozytor odwiedził Polskę tylko raz w 1983, gdy wykonywano w Krakowie jego Hymnus pro gratiarum Actione. Kolejna wizyta (w 1987, na 80. rocznicę urodzin) nie doszła do skutku z powodu złego stanu zdrowia kompozytora, który zmarł dwa lata później. Pochowany został na cmentarzu Les Champeaux w Montmorency.

## Twórczość
Palester komponował utwory orkiestralne (symfonie, koncerty), kameralne (kwartety i tria smyczkowe), sceniczne, wokalno-instrumentalne, wokalne - solowe, a także kantaty, muzykę fortepianową, teatralną, filmową i radiową. 
Twórczość Romana Palestra początkowo znajdowała się pod wpływem Strawinskiego, Szymanowskiego i Hindemitha, później jednak znalazł własną estetykę i odrębny styl. Kompozycje Palestra cechuje indywidualny język harmoniczno-brzmieniowy i częste stosowanie techniki polifonicznej. Korzystając z techniki serializmu powracał też kompozytor do muzyki czysto tonalnej. 
Do najważniejszych kompozycji Palestra należą:
- Koncert skrzypcowy (1941)
- II Symfonia (1942)
- Requiem (1947)
- IV Symfonia (1952/1972)
- Śmierć Don Juana (1963)
- Metamorfozy (1970)
- Koncert na altówkę i orkiestrę (1975)
- Hymnus pro gratiarum Actione (Te deum) (1979)
- V Symfonia (1981)

Niektóre z utworów posiadały specjalne dedykacje, m.in. Requiem poświęcone było "pamięci przyjaciół, którzy walcząc zginęli w Warszawie", a Hymnus pro gratiarum Actione kompozytor zadedykował Janowi Pawłowi II. 

### Muzyka filmowa
- 1932: Dzikie pola (reż. Józef Lejtes, współautor obok Mariana Neuteicha)
- 1933: Zabawka (reż. Michał Waszyński)
- 1934: Młody las (reż. Józef Lejtes, współautor obok Mariana Neuteicha)
- 1935: Dzień wielkiej przygody (reż. Józef Lejtes, współautor obok Mariana Neutteicha)
- 1936: August Mocny (reż. Stanisław Wasylewski, współautor obok Leona Schillera)
- 1936: Róża (reż. Józef Lejtes, współautor obok Mariana Neuteicha)
- 1936: Dziewczęta z Nowolipek (reż. Józef Lejtes, współautor obok Mariana Neuteicha)
- 1936: Halka (reż. Juliusz Gardan, kierownictwo muzyczne)
- 1938: Ludzie Wisły (reż. Aleksander Ford, Jerzy Zarzycki, współautor obok Mariana Neuteicha)
- 1939: Żołnierz królowej Madagaskaru (reż. Jerzy Zarzycki, film wprowadzony przez Niemców w G.G. w 1940)
- 1939: Nad Niemnem (reż. Wanda Jakubowska, Jakub Szołowski, negatyw filmu zniszczony podczas nalotów niemieckich na Warszawę we wrześniu 1939 roku)
- 1939: Ja tu rządzę (reż. Mieczysław Krawicz, współautor obok Władysława Dana, film wprowadzony przez Niemców w G.G. w 1941)
- 1945: 2x2=4 (reż. Antoni Bohdziewicz, krótki metraż, film nie rozpowszechniany)
- 1946: Dwie godziny (reż. Stanisław Wohl, Józef Wyszomirski, film wprowadzony przez komunistów w 1957)
- 1947: Zakazane piosenki (reż. Leonard Buczkowski, opracowanie)
- 1948: Ostatni etap (reż. Wanda Jakubowska)
- 1949: Ulica Graniczna (reż. Aleksander Ford)
- 1950: Miasto nieujarzmione (Robinson warszawski, reż. Jerzy Zarzycki, współautor obok Artura Malawskiego, usunięty z napisów)
- 1971: Pierwszy krąg (Den Foerste Kreds, reż. Aleksander Ford).

## Ordery i odznaczenia
- Złoty Krzyż Zasługi (dwukrotnie: 15 czerwca 1946[3], 1967[4])